# Pedicularis lanata
Pedicularis lanata es una especie de planta herbácea de la familia Orobanchaceae, anteriormente clasificada en las escrofulariáceas.

## Distribución y hábitat
Es originaria de Canadá y Alaska

## Descripción
La planta tiene un tallo lanoso 5-25 de altura que crece a partir de una brillante raíz pivotante de color amarillo. Las hojas estrechas son lobuladas o compuestas, las más bajas en largos pecíolos. La inflorescencia es densa con muchas flores cuando es nueva, alargándose con la madurez. La corola es de hasta 2 centímetros de largo y suele ser de color rosa oscuro, pero a veces blanco. Está rodeada por sépalos dentados. El fruto es una cápsula plana de pico de 8-13 de largo. Las semillas tienen una superficie con dibujos de nido de abeja.

## Taxonomía
Pedicularis lanata fue descrita por Willd. ex Cham. & Schltdl. y publicado en Linnaea 2(4): 583–585. 1827.
Etimología
Pedicularis: nombre genérico que deriva de la palabra latína pediculus que significa "piojo", en referencia a la antigua creencia inglesa de que cuando el ganado pastaba en estas plantas, quedaban infestados con piojos.
lanata: epíteto latíno que significa "con lana"
Sinonimia
- Pedicularis kanei Durand
- Pedicularis lanata f. lanata
- Pedicularis willdenowii Vved.[6][7]